# André Wohllebe
André Gerhard Wohllebe (Berlijn, 9 januari 1962 - Berlijn, 29 december 2014) was een Duits kanovaarder.
Wohllebe won tijdens de Olympische Zomerspelen 1992 de gouden medaille K-4 1000 meter en in 1988 tweemaal de bronzen medaille.
Wohllebe werd achtmaal wereldkampioen.

## Belangrijkste resultaten

### Olympische Zomerspelen
| Editie | Plaats    | Resultaten                      |
| ------ | --------- | ------------------------------- |
| 1988   | Seoel     | K-1 1000m 7e K-2 500m K-4 1000m |
| 1992   | Barcelona | K-4 1000m                       |

### Wereldkampioenschappen vlakwater
| Jaar | Plaats      | Resultaten                           |
| ---- | ----------- | ------------------------------------ |
| 1981 | Nottingham  | K-4 500 m                            |
| 1983 | Tampere     | K-2 500 m · K-2 1000 m               |
| 1985 | Mechelen    | K-4 500 m · K-4 1000 m               |
| 1986 | Montreal    | K-4 500 m · K-2 1000 m               |
| 1989 | Plovdiv     | K-4 1000 m                           |
| 1990 | Poznań      | K-4 500 m · K-4 1000 m               |
| 1991 | Parijs      | K-4 500 m · K-4 10000 m · K-4 1000 m |
| 1993 | Kopenhagen  | K-4 1000 m · K-4 10000 m · K-4 500 m |
| 1994 | Mexico-stad | K-4 1000 m                           |
| 1995 | Duisburg    | K-4 200 m                            |

1964: Anatoli Grisjin & Vjatsjeslav Ionov & Vladimir Morozov & Nikolai Tsjoezjikov ·
1968: Steinar Amundsen & Tore Berger & Jan Johansen & Egil Søby ·
1972: Valeri Didenko & Joeri Filatov & Vladimir Morozov & Joeri Stetsenko ·
1976: Aleksandr Degtjarev & Joeri Filatov & Vladimir Morozov & Sergej Tsjoechrai ·
1980: Bernd Duvigneau & Rüdiger Helm & Harald Marg & Bernd Olbricht ·
1984: Grant Bramwell & Ian Ferguson & Paul MacDonald & Alan Thompson ·
1988: Attila Ábrahám & Ferenc Csipes & Zsolt Gyulay & Sándor Hódosi ·
1992: Mario von Appen & Oliver Kegel & Thomas Reineck & André Wohllebe ·
1996: Detlef Hofmann & Thomas Reineck & Olaf Winter & Mark Zabel ·
2000: Gábor Horváth & Zoltán Kammerer & Botond Storcz & Ákos Vereckei ·
2004: Gábor Horváth & Zoltán Kammerer & Botond Storcz & Ákos Vereckei ·
2008: Abalmasaw & Litvintsjoek & Machnew & Pjatroesjenka ·
2012: Jacob Clear & Dave Smith & Tate Smith & Murray Stewart ·
2016: Marcus Groß & Max Hoff & Tom Liebscher & Max Rendschmidt
- Gemeinsame Normdatei: 1065208499
- Virtual International Authority File: 314790920